# Služební datová jednotka
Služební datová jednotka (anglicky Service data unit, SDU) je v terminologii OSI obecný termín označující jednotku dat (datovou strukturu), kterou přebírá jedna vrstva OSI od vyšší vrstvy, dokud z ní zapouzdřením nevytvoří svoji protokolovou datovou jednotku (PDU). Jedná se o kolekci dat nebo datovou strukturu posílanou uživatelem služby určité vrstvy, které je předávána sémanticky nezměněná funkční jednotce téže vrstvy.
SDU lze chápat jako data předávaná mezi na sobě ležícími vrstvami v rámci jednoho systému (uzlu, počítače), zatímco PDU jsou data, která si určitá vrstva na jednom systém vyměňuje s odpovídající vrstvou na svém komunikačním protějšku (vzdáleném uzlu, počítači).
Vrstva n přebírá protokolovou datovou jednotku (PDU) vyšší vrstvy n+1 jako svoji služební datovou jednotku (SDU). Doplněním hlavičkou případně patičkou z ní vytvoří protokolovou datovou jednotku (PDU) vrstvy n. Při zapouzdření se tedy SDU stane datovým obsahem protokolové datové jednotky vrstvy n, takže všechna data obsažená v SDU budou zapouzdřena do PDU. Přidávání hlaviček a patiček je součástí procesu, který umožňuje přenos dat ze zdrojového systému na cílový.